# Рейд на Русе
Ре́йд на Ру́се (англ. Raid on Ruse) — первое морское сражение на Румынском фронте во время Первой мировой войны. Оно произошло в первый день кампании, 27 августа 1916 года, как раз тогда, когда румынские войска пересекли границу с Трансильванией. Атака была проведена на порт Болгарии, еще не вступившей в войну с Румынией. В результате атаки австро-венгерская флотилия была вынуждена уйти из порта Русе вверх по Дунаю.
В ночь на 27 августа 1916 года три румынских малых торпедных катера, каждый из которых был вооружен двумя торпедами на деревянных лафетах, атаковали австро-венгерскую Дунайскую флотилию, дислоцированную в болгарском порту Русе, в составе которой было пять мониторов и четыре вооружённых катера. Целью было потопить один из мониторов. Атака не достигла цели, так как была потоплена только одна баржа, груженная топливом, а другой торпедой был поврежден причал. 
Однако из-за этой атаки австро-венгерская Дунайская флотилия отступила на 130 километров к западу вдоль Дуная, остановившись в Белене и приняв обширные оборонительные меры. Отступившие корабли не смогли принять участие в последовавшей битве при Туртукае. Члены экипажа румынского корабля были приняты в Бухаресте как герои.